# Nabeshima Naonori
Nabeshima Naonori est un nom japonais traditionnel ; le nom de famille (ou le nom d'école), Nabeshima, précède donc le prénom (ou le nom d'artiste).
Nabeshima Naonori (鍋島 直称, 24 juin 1667-6 juillet 1736) est un daimyo du milieu de l'époque d'Edo, à la tête du domaine de Hasunoike dans la province de Hizen (moderne préfecture de Saga).

## Source de la traduction
- (en) Cet article est partiellement ou en totalité issu de l’article de Wikipédia en anglais intitulé « Nabeshima Naonori » (voir la liste des auteurs).